# Lincoln Center, Kansas
Lincoln Center là một thành phố thuộc quận Lincoln, tiểu bang Kansas, Hoa Kỳ. Năm 2010, dân số của xã này là 1297 người.

## Dân số
Dân số các năm:
- Năm 2000: 1349 người
- Năm 2010: 1297 người